# Harpel (waterschap)
Harpel is een voormalig wegwaterschap in de Nederlandse provincie Groningen.
Het schap had als taak het aanleggen van twee wegen, namelijk van Mussel naar Onstwedde en van Vlagtwedde naar Ter Apel.
De wegen zijn sinds 2018 in beheer bij de provincie en gemeente Westerwolde.